# Hubavene, Vrața
Hubavene (în bulgară Хубавене) este un sat în comuna Roman, regiunea Vrața,  Bulgaria. 

## Demografie
Componența etnică a satului Hubavene
     Bulgari (13,19%)
     Nicio identificare (86,8%)
     Altele (0%)
La recensământul din 2011, populația satului Hubavene era de 326 locuitori. Nu există o etnie majoritară, locuitorii fiind  și bulgari (13,19%). Pentru 86,8% din locuitori nu este cunoscută apartenența etnică.